# Nungua
Nungua es una ciudad en el Distrito Municipal de Krowor en la Región Gran Acra en el sureste de Ghana, cerca de la costa. Nungua es el decimoctavo asentamiento más poblado de Ghana, con una población estimada de  84,119 habitantes.

## Política
Se encuentra dentro del distrito electoral de Krowor, dirigido por Agnes Naa Momo Lartey, miembro del Congreso Nacional Democrático, quien sucedió a Elizabeth Afoley Quaye del Nuevo Partido Patriótico.

## Transporte
La ciudad tiene accesos vía ferrocarril, carretera y mar. En relación con el ferrocarril, tiene una estación perteneciente al sistema ferroviario nacional. En 2009 se reparó un puente que estuvo fuera de servicio durante algún tiempo. Otros medios de transporte corresponden al servicio de taxi, tro tro (minibuses) y Buses, todos ellos disponibles en la carretera. La gente local también utiliza canoas como medio de transporte a lo largo de la playa.